# Kręcki (herb szlachecki)
Kręcki (Krecki, Krencki, Krenski, Krentzki, Krezki, Bończa odmienna) – pomorski herb szlachecki, herb własny rodziny Kręckich. Odmiana herbu Bończa.

## Opis herbu
Znane są przynajmniej dwa warianty herbu. Opisy z wykorzystaniem klasycznych zasad blazonowania.
Kręcki: Na tarczy dzielonej w pas, w polu górnym, czerwonym, z prawej pół jednorożca wspiętego, z lewej półksiężyc złoty nad którym trzy takież gwiazdy w pas (lub 2 i 1), pole dolne szachowane w cztery rzędy i trzy cegły srebrno-błękitne. Klejnot: nad hełmem w koronie pół jednorożca wyskakującego srebrnego. Labry: z prawej błękitne, z lewej czerwone, podbite srebrem.
Kręcki odmienny: W polu błękitnym mur srebrny nad którym z prawej pół jednorożca wyskakującego srebrnego, z lewej półksiężyc złoty w prawo z trzema takimiż gwiazdami na prawo od niego, 1 i 2. Klejnotu brak. Labry błękitne z prawej podbite srebrem, z lewej złotem.

## Najwcześniejsze wzmianki
Herb w wersji podstawowej znany jest polskim i niemieckim herbarzom. Pojawia się w herbarzu Ledebura (Wappenbuch der Preussischen Monarchie, 1828), tzw. Nowym Siebmacherze (Der Adel des Königreichs Preußen, 1906, Ausgestorbener Preussischer Adel. Provinz Pommern, 1894) jak również u Ostrowskiego (Księga herbowa rodów polskich, 1897, 1906), Żernickiego (Der Polnische Adel, 1900) i Bonieckiego (Herbarz polski, 1908).
Wersja odmienna herbu znana jest z Herbarza rodzin szlacheckich Królestwa Polskiego z 1910 roku. Prawdopodobnie jest to wersja z jaką wylegitymował się ktoś z rodziny Kręckich w połowie XIX wieku w Królestwie Polskim.

## Rodzina Kręckich
Drobna szlachta kaszubska, która nazwisko wzięła podobno od wsi Krąg koło Starogardu. Musieli oni utracić rodową wieś stosunkowo wcześnie, ponieważ nie wzmiankuje się ich w ogóle w tej miejscowości. Rodzina odnotowana po raz pierwszy dopiero w roku 1585 w osobie Marcina Kręskiego Krystana. Następnie wymieniany jest Absalon Kręcki w 1593 roku i ponownie Marcin Kręcki. Ów Absalon ożenił się z Barbarą Borzestowską, przez co Kręccy stali się posiadaczami działu we wsi Borzestowo. Rodzina posiadała w XVII wieku także dział we wsiach Koziczkowo, Osowo Lęborskie i Półczno. Rodzina miała też dobra w Prusach Wschodnich. Po rozbiorach Polski, Kręccy służyli licznie w armii pruskiej. Z rodziny tej wywodził się Franciszek Kręcki, który używał  przydomku szlacheckiego Kręckich "Bobrius", jego siostrą była Maria Lukrecja Bobrius Kręcka.   

## Herbowni
Kręcki (Krąski, Krecki, Krencki, Krenski, Krentzki, Krentzky, Krenzki, Kręczki, Kręski).
Ze względu na podobieństwo nazwisk, niektórym kaszubskim Kręckim przypisywano herb Nadelwicz wielkopolskiej rodziny Kręskich. Niewykluczone także, że sami Kręccy przyjmowali herb zamożniejszej rodziny o podobnym nazwisku. Linia Kręckich z Borzestowa używała herbu Kręckich Bończa odmienna i jak głosi rodzinna tradycja, przodkowie za udział w wyprawie  wiedeńskiej otrzymali od króla Jana III Sobieskiego herb, który przedstawia jednorożca przeskakującego mur, księżyc i trzy gwiazdy. A przydomek Bobrius u Kręckich wziął się stąd,  że  jeden  z Kręckich podczas wyprawy  do Wołochów pierwszy przepłynął fosę i podpalił twierdze wroga.